# پرتوشیمی پزشکی

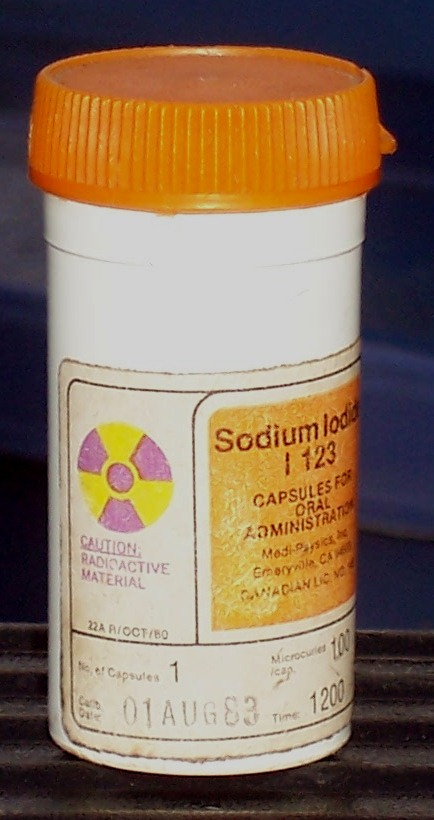
ظرف سرب برای کپسول ید-123

پرتوشیمی پزشکی یا پرتوداروشناسی (انگلیسی: Medicinal Radiochemistry) میان‌رشته‌ای از پرتوشیمی و پزشکی و شاخه‌ای از پزشکی هسته‌ای است که به بررسی و کاربرد پرتوایزوتوپ‌ها در تشخیص یا درمان می‌پردازد.
در بسیاری از پرتوداروها از تکنسیم-۹۹ام برای درمان استفاده می‌شود. روش‌های برش‌نگاری گسیل پوزیترون و اسپکت نیز از روش‌های مهم تشخیصی در این زمینه محسوب می‌شوند که در آنها از پرتوپی‌یاب‌ها بهره‌گیری می‌گردد.